# John McDowell
John McDowell (n. 1942) és un filòsof sud-africà.
Els primers treballs de McDowell va ser influenciat per Donald Davidson i es va oposar a les opinions de Michael Dummett i Crispin Wright sobre el problema de la comprensió lingüística. Més tard, va publicar en la filosofia moral, argumentant a favor d'un agent virtuós ideal en la seva teoria del valor, i la filosofia de la ment. El treball de McDowell en l'última disciplina està fortament influenciat per Rorty i Sellars.

## Obres
- Mind, Value, and Reality Cambridge, Mass.: Harvard University Press, 1998.
- Meaning, Knowledge, and Reality, Cambridge, Mass.: Harvard University Press, 1998.
- Having the World in View: Essays on Kant, Hegel, and Sellars, Cambridge, Mass.: Harvard University Press, 2009.
- The Engaged Intellect: Philosophical Essays, Cambridge, Mass.: Harvard University Press, 2009.